# العلاقات الألبانية البالاوية
العلاقات الألبانية البالاوية هي العلاقات الثنائية التي تجمع بين ألبانيا وبالاو.

## مقارنة بين البلدين
هذه مقارنة عامة ومرجعية للدولتين:
| وجه المقارنة                                              | ألبانيا                                                    | بالاو                         |
| --------------------------------------------------------- | ---------------------------------------------------------- | ----------------------------- |
| المساحة (كم2)                                             | 28.75 ألف                                                  | 465                           |
| عدد السكان (نسمة)                                         | 3.02 مليون                                                 | 21.73 ألف                     |
| الكثافة السكانية (ن./كم²)                                 | 105.04                                                     | 4.67 ألف                      |
| العاصمة                                                   | تيرانا                                                     | نغيرولمود، كورور              |
| اللغة الرسمية                                             | اللغة الألبانية                                            | لغة إنجليزية، اللغة البالاوية |
| العملة                                                    | ليك ألباني                                                 | دولار أمريكي                  |
| الناتج المحلي الإجمالي (بليون دولار)                      | 13.04 مليار                                                | 291.54 مليون                  |
| الناتج المحلي الإجمالي (تعادل القوة الشرائية) بليون دولار | 33.17 مليار                                                | 326.12 مليون                  |
| الناتج المحلي الإجمالي الاسمي للفرد دولار أمريكي          | 3.94 ألف                                                   | 13.50 ألف                     |
| الناتج المحلي الإجمالي للفرد دولار أمريكي                 | 11.11 ألف                                                  | 14.76 ألف                     |
| مؤشر التنمية البشرية                                      | 0.764                                                      | 0.780                         |
| رمز المكالمات الدولي                                      | +355                                                       | +680                          |
| رمز الإنترنت                                              | .al                                                        | .pw                           |
| المنطقة الزمنية                                           | توقيت وسط أوروبا، ت ع م+01:00، ت ع م+02:00، أوروبا/تيرانا ‏ | ت ع م+09:00                   |

## منظمات دولية مشتركة
يشترك البلدان في عضوية مجموعة من المنظمات الدولية، منها:
| علم المنظمة | اسم المنظمة                        | تاريخ انضمام ألبانيا | تاريخ انضمام بالاو |
| ----------- | ---------------------------------- | -------------------- | ------------------ |
|             | البنك الدولي للإنشاء والتعمير      | 15 أكتوبر 1991       | 16 ديسمبر 1997     |
|             | مؤسسة التنمية الدولية              | 15 أكتوبر 1991       | 16 ديسمبر 1997     |
|             | منظمة حظر الأسلحة الكيميائية       | ?                    | ?                  |
|             | الأمم المتحدة                      | 14 ديسمبر 1955       | 15 ديسمبر 1994     |
|             | وكالة ضمان الاستثمار متعدد الأطراف | 15 أكتوبر 1991       | 16 ديسمبر 1997     |
|             | يونسكو                             | 16 أكتوبر 1958       | 20 سبتمبر 1999     |
|             | مؤسسة التمويل الدولية              | 15 أكتوبر 1991       | 16 ديسمبر 1997     |

## وصلات خارجية
- موقع وزارة الخارجية الألبانية